# Ringgau
Ringgau är en kommun i Werra-Meissner-Kreis i Regierungsbezirk Kassel i förbundslandet Hessen i Tyskland.
Kommunen bildades 31 december 1971 genom en sammanslagning av de tidigare kommunerna Grandenborn, Lüderbach, Netra, Renda och Rittmannshausen. Datterode och Röhrda gick samman i kommunen Netratal 1 april 1972. Netratal och Ringgau gick samman 1 januari 1974 i en ny kommun Ringgau.